# Roman Garthoff
Roman Garthoff (* 1977 in Eisenhüttenstadt) ist ein deutscher TV-Reporter und Fernsehredakteur.

## Leben
Garthoff wuchs im Land Brandenburg auf. Nach dem Abitur absolvierte er den Zivildienst, der zunächst den Berufswunsch Rettungssanitäter hervorrief. Schließlich belegte Garthoff ein Praktikum beim Eisenhüttenstädter Lokalfernsehen. Danach studierte er Kulturwissenschaften an der Europa-Universität Viadrina in Frankfurt (Oder). Es schlossen sich Stationen als freier Redakteur und Reporter beim Frankfurter Fernsehen und Potsdam TV an. Außerdem erhielt er ein Volontariat bei der EMS – Electronic Media School in Potsdam-Babelsberg. 
Heute ist Roman Garthoff Reporter im Vorabendfernsehen bei zibb – Zuhause in Berlin und Brandenburg im rbb-Fernsehen. Hier berichtet er unter anderem über die Grüne Woche, von Sport- und Kulturevents in der Region.